# CRH (企業)
CRH（英: CRH p.l.c.）は、アイルランド・ダブリンに本拠を置き、世界30カ国以上に拠点を持つ建設資材メーカー。セメント、砕石、アスファルト等の建設資材やガラス等の内装・外装用資材を扱い、販売業者やホームセンター等へのディストリビューションも行う。アイルランド企業最大の売上（Turnover）を持ち、ロンドン証券取引所（LSE: CRH）、ニューヨーク証券取引所（NYSE: CRH）に上場している。

## 沿革
1936年設立のIrish Cement Limitedと、1949年設立のRoadstone Limitedが、1970年に合併、「Cement Roadstone Holdings」を略し社名をCRHとした。1973年にアイルランド証券取引所に上場。
以降、ヨーロッパやアメリカの資材メーカーを続々と買収し、現在まで企業規模の拡大が続いている。
- 1985年、アメリカ・ニューヨークを拠点とするCallanan Industriesを買収[3]  。
- 1990年、アメリカ・メリーランド州を拠点とするBetco Block & Productsを買収[4]。
- 1996年、アメリカ北東部を地盤とする道路建設会社Allied Building Productsを買収[5] 。
- 1998年、アメリカ・シアトルを拠点とするM.A.Segaleを買収。
- 1999年、フィンランドのセメントメーカーFinnsementti Oyを買収[6]。
- 2000年、アメリカのOhio's Shelly Group、スイスのJura Groupをそれぞれ買収[7]。
- 2002年、アメリカ・ニュージャージー州を拠点とするMount Hope Rock Productsを買収[8]。
- 2003年、オランダの資材メーカーCementbouwを買収[9]。
- 2004年、ポルトガルのセメントメーカーSecilを買収[10]。
- 2006年、アメリカ・アトランタを拠点とするAshland Paving And Constructionを買収[11]。
- 2007年、アメリカのConrad Yelvington Distributors、Eugene Sand & Gravel、Cessford Construction、McMinn's Asphalt and Prospect Agrregatesをそれぞれ買収[12] 。
- 2008年、アメリカのPavestoneを買収[13]。
- 2015年、イギリスの建設資材メーカーLafarge Tarmacを買収[14]。
- 2017年、アメリカ・カンザス州を拠点とするセメントメーカーAsh Grove Cement Co.を買収[15]。
- 2023年、ユーロネクスト・ダブリン（旧アイルランド証券取引所）への上場を廃止[16]。